# Reinaldo Gargano
Reinaldo Gargano, né le 26 juillet 1934 à Paysandú et mort le 5 février 2013  à Montevideo, est un homme politique uruguayen. Il a été ministre des Affaires étrangères du gouvernement Vázquez, du 1er mars 2005 au 3 mars 2008.
Il a également été sénateur PS de 1984 a 2013 et président du Parti socialiste 2001 a 2013. Candidat aux sénatoriales lors des élections générales de 2009 sur les listes du PS, il n'a pas été réélu, le PS n'ayant réussi à faire élire que deux sénateurs.

## Biographie
Né à Paysandú, en Uruguay, le 26 juillet 1934, Gargano et s'est exilé en Espagne en 1974 à la suite d'un coup d'État . Il est retourné en Uruguay plusieurs années plus tard.
Il a exercé les fonctions de ministre des Affaires étrangères de l' Uruguay de mars 2005 à mars 2008, au sein du gouvernement du président de l'Uruguay, Tabaré Vázquez.
Reinaldo Gargano est décédé à Montevideo le 5 février 2013 à l'âge de 79 ans après des mois de problèmes cardiaques. Il est enterré au cimetière Parque del Recuerdo.